# ProTool (Software)
ProTool ist ein Software-Paket von Siemens für die Visualisierung im maschinennahen Bereich für unterschiedlichste Anforderungen. Es handelt sich bei dieser Software um ein Projektierungswerkzeug zur Projektierung von Panels der SIMATIC-Baureihe sowie einer auf einem PC ablauffähigen Runtime "Protool/Pro". Diese Software stellt eine grafische Bedieneroberfläche dar, mit Mausbedienung, Drop-Down-Menüs, Ikonen und integriertem Hilfesystem.
Es gab bereits eine Vorgänger-Software namens Coros von Siemens, mit ProTool wurde jedoch ein Generationenwechsel eingeleitet. Einen weiteren Generationenwechsel gab es 2004 mit der Nachfolgesoftware WinCC flexible.

## Versionsgeschichte
| Version | Lieferfreigabe    | Abkündigung       | Bemerkung                                                                              |
| ------- | ----------------- | ----------------- | -------------------------------------------------------------------------------------- |
| 2.5     | 23. Oktober 1996  | 27. Juli 2001     |                                                                                        |
| 2.51    |                   |                   |                                                                                        |
| 2.52    |                   |                   |                                                                                        |
| 3.0     | 25. März 1997     | 6. Februar 1998   |                                                                                        |
| 4.0     | 1. Dezember 1997  | 12. Oktober 1998  |                                                                                        |
| 5.0     |                   | 3. Dezember 1998  |                                                                                        |
| 5.01    |                   | 8. April 1999     |                                                                                        |
| 5.1     |                   | 11. August 1999   |                                                                                        |
| 5.2     |                   |                   |                                                                                        |
| 5.2 SP1 | 19. November 1999 |                   |                                                                                        |
| 5.2 SP2 | 4. September 2000 |                   |                                                                                        |
| 5.2 SP3 | 1. Februar 2001   | 21. Februar 2002  |                                                                                        |
| 6.0     | 10. Dezember 2001 |                   |                                                                                        |
| 6.0 SP1 | 17. Juni 2002     |                   |                                                                                        |
| 6.0 SP2 | 6. Februar 2003   | 30. November 2004 |                                                                                        |
| 6.0 SP3 | 30. November 2004 | 1. Oktober 2010   | Letzte Version von Protool. Siemens verweist auf die Nachfolge-Software WinCC flexible |